# 莱纳·玛利亚·里尔克
莱纳·玛利亚·里尔克（德語：Rainer Maria Rilke，1875年12月4日—1926年12月29日）是一位重要的德语诗人，除了创作德语诗歌外还撰写小说、剧本以及一些杂文和法语诗歌，其书信集也是里尔克文学作品的一个重要组成部分。对19世纪末的诗歌裁体和风格以及欧洲颓废派文学都有深厚的影响。

## 生平

### 1875-1896: 诗人的孩提时代
里尔克1875年12月出生于布拉格这个波希米亚地区大都会，这里当时属于奥匈帝国，今屬捷克。里尔克的童年生活是缺少乐趣和欢笑的。诗人原名是充满法国气息的勒内（René Karl Wilhelm Johann Josef Maria Rilke）。
父亲约瑟夫·里尔克（1838-1906），是个身体虚弱而脾气暴躁的人，仕途不顺后退伍谋得一份铁路局小吏的工作。
母亲索菲亚·菲娅·恩特兹（1851-1931）是一个为上流社会生活所着迷的女人，婚前生活在布拉格一个中产的制造业家庭。在她因为婚姻无法满足她过上流的奢华生活而忍无可忍时於1884年与丈夫离婚。而期间的种种不满导致了夫妻关系不合，也对诗人的幼年心灵留下了深刻的烙印。
诗人母亲与儿子的关系并不和睦，因为比里尔克更早一年出生的女儿刚出世便夭折了。菲娅给儿子起名René便有「重生」（Re Born）的意思，也是为了纪念早夭的女儿。一直到6岁菲娅都将里尔克当作女孩来教育，留长卷发、穿女式洋装以及提供布制玩偶作为玩具。这也成为了诗人日后创作中的一个重要主题（《杜伊诺哀歌》第四首哀歌〈玩偶〉）等作品都有提及。
1885年里尔克被父亲约瑟夫送往圣波尔藤的一家军事学校，而一系列体力化的训练令里尔克不堪重负。终于在1891年因病离开了军事学校，转向一家商校。1892年至1895年大概是里尔克的一个重要转折点，因为在这段时间里诗人在准备进入大学所必须的中学毕业考试，并决定了此后从事文学创作的目标。并于1895年首先就读於布拉格大学，而后於1896年转往慕尼黑大学。期间一直主修都是哲学、文学和艺术史。
在里尔克离开布拉格之后，遇到了一个重要的女性露·安德烈亚斯·莎乐美，她是里尔克一生中重要的朋友。并在1896年他将自己的名字勒内（René）改为莱纳（Rainer）。

### 1897-1902: 诗人进步的数年
1897年里尔克在慕尼黑遇到了那个聪慧异常且对文学有着过人见解的露·安德烈亚斯·莎乐美后不久便深深的爱上了她。虽然莎乐美是一个已婚的女人，却也爱上了里尔克，于是乎两人就将这样暧昧的关系一直保持到了1900年。在两人分开后，莎乐美也被证明是里尔克最为重要的良师益友。在里尔克困惑的时候经常予以帮助和提点。他们这样的关系在1912年至1913年的一次心理学精神分析会上被标上伊底帕斯情结（因为莎乐美比里尔克年龄大15岁），这样的理论是由弗洛伊德提出的。
「...在他（指里尔克）无助、困惑的时候，她变成了他的贴心的知己、慈祥的母亲。」 （弗洛伊德悼念露·安德烈斯·莎乐美的文章，1937）
里尔克与莎乐美在1897年秋天确定了关系，随后两人住在柏林郊区的一栋复式公寓里。1898年两人第一次海外旅行的目的地是意大利，两人共渡了好几个星期的时间。随后里尔克两次随莎乐美和她的丈夫安德烈斯前往俄国，并于1899年在莫斯科遇到了文学泰斗托尔斯泰。1900年（5月8日）里尔克又单独同莎乐美游历俄国，这次去到了莫斯科和圣彼得堡。
在1900年秋天，莎乐美决定和里尔克分手，于是里尔克来到了不莱梅附近的一个叫做沃尔波斯维德的地方。并结识了画家海因里希·沃格勒（Heinrich Vogeler），经过沃格勒的引见里尔克认识了奥托·莫德索恩（Otto Modersohn）和妻子保拉·莫德索恩-贝克尔以及卡尔·霍普特曼（Carl Hauptmann ）当然还有最重要的－雕塑家克拉拉·威斯特霍夫（1878-1954）。在1901年4月里尔克与克拉拉结婚并于同年12月诞下一女露丝（1901-1972）。1902年夏天里尔克接到一份专题论文的工作而来到巴黎，这部论文的主题是关于大师级雕塑家罗丹，而作品也就是后来的罗丹论。因为克拉拉曾经师从於罗丹的关系，所以里尔克得以顺利与罗丹会面并完成作品。
在这段时间里里尔克在朋友的帮助下对于艺术有了新的见解，而结识文学家托尔斯泰、画家列昂尼德·帕斯捷尔纳克（即《日瓦格医生》作者之父）、雕塑家罗丹、特鲁勃茨科依（Paul Trubezkoi）等人，这对其日后创作帮助良多。罗丹在其中尤其重要，里尔克时常在书信里向人提及罗丹的名言（必须得干活！）

### 1902-1910: 第一个创作高峰

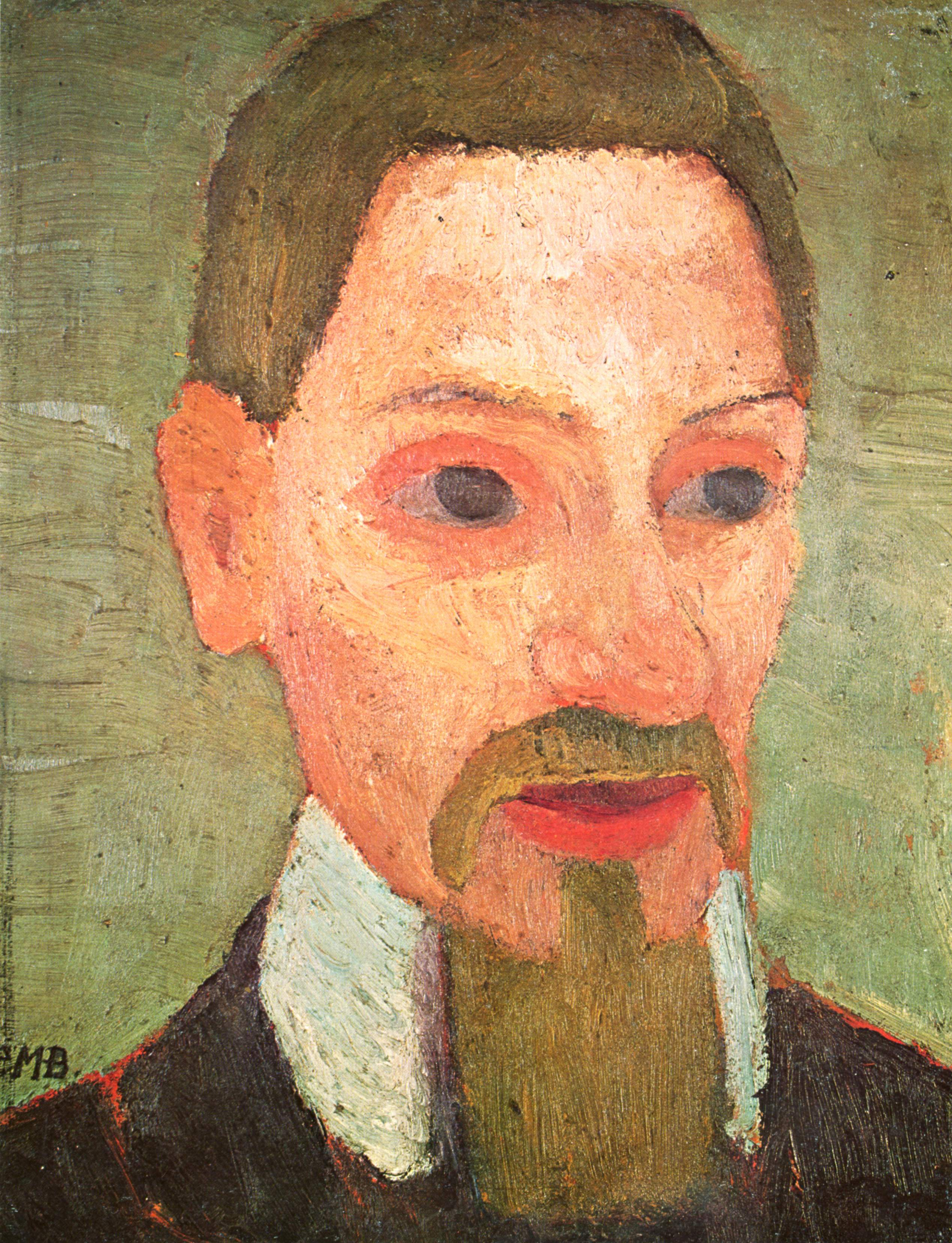
作者：保拉·莫德索恩-贝克尔--莱纳·玛利亚·里尔克 像, 1906, 不来梅, 收藏者Ludwig Roselius

第一次来到巴黎的日子并不顺利，因为这个“奇怪”的大都市对里尔克来说还有许多未知。可这些经历对里尔克后来编写《布里格手记》（全称《马尔特·劳里兹·布里格手记》（Die Aufzeichnungen des Malte Laurids Brigge））时帮助良多。这段时间里尔克与罗丹的密切交往，而后与另一位知名画家塞尚（1839-1906）也有着频繁的来往。巴黎也变成对诗人越来越重要的地方，在1905年到1906年期间里尔克一度担任罗丹的私人秘书。而后因为诗人的父亲在1906年5月去世；罗丹对里尔克越发信任工作量也有所增加，而诗人自己又需要极大的时间、空间去完成自己的创作。因为这样种种理由里尔克与罗丹的雇佣关系就这样解除了。
因为在巴黎的这段时间里而诞生的作品有《新诗集》（Neue Gedichte）（1907年）以及《续新诗》（Der neuen Gedichte anderer Teil》（1908年）、《安魂曲》 （Requiem）（1909年）和在1904年开始创作的小说《布里格手记》（1910年）。

### 1910-1919: 诗人蜕变的内外
在一个长达十年的岁月里（1912至1922年2月）里尔克的生命就是《杜伊诺哀歌》（Duineser Elegien），而《杜伊诺哀歌》的起因是因为伯爵夫人玛利亚·冯·图勒恩和塔克西（Marie von Thurn und Taxis）这位里尔克忠实的读者盛情邀请诗人前往杜伊诺城堡（Schloss Duineser）作客。而杜伊诺哀歌正是玛利亚为了让里尔克专心写作而让他独自居住在杜伊诺城堡时，灵光闪现的产物。
随后第一次世界大战爆发了，因为身在德国的诗人多年来唯一的固定居所在法国，交战关系令里尔克不能回到巴黎。所以在整个一战诗人流离於德国和奥地利。而巴黎的居所也因为无法交纳租金而被政府发付处理，连同里面里尔克大量的资料和文件。1916年里尔克被迫应征入伍，可幸运的是里尔克在他的贵族朋友帮助下并没有被派往前线，而只留在慕尼黑和做文书工作。

### 1919-1926: 诗人最后的日子
1919年6月11日里尔克从慕尼黑来到了瑞士苏黎世。表面上看来是应苏黎士地方邀请前往讲学，实际上则是里尔克想逃脱战后的混乱以及离弃这个耽误他多年写作工作的地方，重新开始《杜伊诺哀歌》的创作。然而找寻一个合适的住所是困难的，起先里尔克苏黎士附近的伊尔舍勒河畔（Irchel），而后在1921年里尔克发现了一个叫做慕佐（Muzot）位于瓦莱州谢尔地区的小城堡。随后在1922年5月里尔克的朋友莱茵哈特（Werner Reinhart 1884-1951）将这座城堡为里尔克租下而后买下赠与诗人。
1922年二月在短短的几个星期内里尔克灵感迸发，完成了长达十年的《杜伊诺哀歌》的创作，并且在这段时间里尔克还完成了另一部巨著《致奥尔弗斯的十四行诗》（Sonette an Orpheus）。这两部作品也是里尔克一生中最重要及富影响力的创作。
因为创作耗费大量的精力、体力，1923年里尔克不得不在疗养院度日。随后的两年时间一直在法国和瑞士逗留，直到1925年8月。这时的里尔克已经虚弱不堪无法摆脱病魔的束缚。里尔克在1926年再次身体情况恶化，进入疗养院。
里尔克终于在1926年12月29日与世长辞。医生诊断为肝脏功能衰竭及白血病。1927年1月里尔克被埋葬在瓦莱西边的小镇菲斯普，在平滑的墓碑上写着里尔克生前为自己所作的墓志铭（因里尔克死于白血病，一说是由于玫瑰针刺感染。所以在墓志铭中提到了谋杀伟大诗人的凶手－玫瑰）：

Rose, oh reiner Widerspruch, Lust, 

Niemandes Schlaf zu sein unter soviel

Lidern.

玫瑰，噢纯粹的矛盾，欲愿， 

是这许多眼睑下无人有过的

睡眠。

## 艺术的影响
在很早的时候，叔本华和尼采就对里尔克产生了很深的影响，这也是里尔克一直醉心于古典文学时仍不放弃哲学的原因之一。
年轻的里尔克传记开始在无家可归后开始，寂寥这是里尔克一生的桎梏。从那首被修饰后出现在1896年发行的诗集《祭神》中的〈家〉（Heimat）可见一斑。表达了里尔克对家乡布拉格的情结。
小记: 布拉格和文学
布拉格是波斯米亚地区最大的城市，而为世界所知的是他们在德意志帝国中获得了第一所大学称号。在1900年左右布拉格大学就像一座温室孕育着牠的学生们，而后逐渐的形成了三个诗文派系的竞争圈子：布洛德和他的好友卡夫卡，魏尔什（Felix Weltsch）和鲍姆（Otto Baum）。这更加促进了布拉格文化圈的形成。而"Wefa"协会中包括了许多作家，像阿德勒（z. B. Friederich Adler）、里尔克、麦林克以及在布拉格工作的年轻作家魏菲尔（Franz Werfel）形成了年轻人间的文化圈。在诗集《梦想之冠》的不少篇章中诗人提及了对生活的感慨，这很大程度上都来自「Wefa」的影响。
里尔克的早期创作很受诗歌体裁的控制，且并没有系统的创作。可自《梦想之冠》和《到来》以及随后的《祝福我》（1897/1889）发表后里尔克第一次真正受到世界的注视。而与《祝福我》几乎同时完成的作品"祝福你"则因涉及较多与莎乐美的私隐而无法公诸於世。之后的《时辰祈祷》（3部，完成于1899-1903年）以及一些宗教题材的抒情诗，它们形成了里尔克生命中第一个创作高潮。而后里尔克逐渐形成了自己独特的创作风格，为了证明自己并不需要依靠教会的力量而放弃了宗教题材抒情诗的攥写。
尼采的哲学理论也通过里尔克的亲密好友莎乐美，体现在诗人身上并对他形成了巨大的影响。现实的世界根本无法接受两人之间的感情关系，这些大众间严守的道德操守使得里尔克走向孤独，而形成了自己的「内部世界」。
1910年至1912年之间里尔克完成了对其以后诗歌及写作有着很深影响的两部作品——《新诗集》、《布里格手记》。这是里尔克创作类型转变的开端，从唯物（类似豹之类的描述事物外表的诗）诗向唯心诗创作的转变。这些变化逐渐形成了里尔克在《杜伊诺哀歌》中的表现手法。
里尔克人生最后一个创作高峰发生在1912年至1922年之间，由《杜伊诺哀歌》和《致奥尔甫斯的十四行诗》构成了这个创作的高峰。然而这两部诗歌表达的意境却截然不同，"杜伊诺哀歌"中更多的描述苦难与死亡；而《致奥尔甫斯的十四行诗》中则是歌颂、歌颂着世间万物。

## 今天的里尔克
里尔克的文学创作影响了很大一批人，这也是里尔克对我们这个时代的贡献。1996年，岛屿出版社出版了里尔克作品全集。在里尔克逝世七十多年后他的作品受到更广泛的欢迎，1998年英国艺术家安妮·克拉克（Anne Clark）根据里尔克生平改变的音乐剧《日落之后》（Just after Sunset）上映后得到更好的诠释。

### 里尔克计划
在音乐上里尔克诗歌的影响力促使了「里尔克计划」（Rilke Project），这个计划主要的组成部分就是将里尔克的诗歌改编成抒情歌曲。到目前为止已经有三张CD出版，许多知名的演员与音乐家对此做出了贡献。『其中包括：马里奥·阿道夫（Mario Adorf），伊丽斯·贝尔本（Iris Berben），卡尔亨兹·伯恩（Karlheinz Böhm），汉内洛蕾·艾尔斯纳（Hannelore Elsner），尼娜·哈根（Nina Hagen），沙维尔·奈多（Xavier Naidoo），Wolfgang Niedecken，鲁道夫·穆沙姆（Rudolph Moshammer），乔根·普洛斯诺（Jürgen Prochnow），卡蒂亚·里耶曼（Katja Riemann），奥托·桑德，彼得·乌斯蒂诺夫爵士（Sir Peter Ustinov）』这些计划将令里尔克更为当今的人们所认识，在2004年一个以里尔克为题的音乐会在德国演出受到空前好评。可更多的人依然无法接受文学艺术与CD或音乐会相连的概念，因此批评之声亦不在少数。

## 作品概录

### 全集
- 《莱纳·玛利亚·里尔克全集》共7册 作者:Ruth Sieber-Rilke
- 《莱纳·玛利亚·里尔克》共4册 （全文集、点评） 作者：von Manfred Engel, Ulrich Fülleborn, Dorothea Lauterbach, Horst Nalewski und August Stahl

### 诗歌
点击链接浏览全文 
- 生活与诗歌 Leben und Lieder （1894）
- 祭神 Larenopfer （页面存档备份，存于） （1895）
- 梦想之冠 Traumgekrönt （1897）
- 到来 Advent （页面存档备份，存于） （1898）
- 祝福我 Mir zur Feier （1909）
- 时辰祈祷 Das Stunden-Buch
  - 修士的生活 Das Buch vom mönchischen Leben （1899）
  - 朝圣者的书 Das Buch von der Pilgerschaft （1901）
  - 贫穷与死亡 Das Buch von der Armut und vom Tode （1903）
- 画卷 Das Buch der Bilder （页面存档备份，存于） （4 Teile, 1902-1906）
- 时刻之书 Das Stunden-Buch（1905年）
- 新诗集 Neue Gedichte （页面存档备份，存于） （1907）
- 续新诗集 Der neuen Gedichte anderer Teil （页面存档备份，存于） （1908）
- 安魂曲 Requiem （1908）
- 圣母生平 Das Marien-Leben （页面存档备份，存于） （1912）
- 杜伊诺哀歌 Duineser Elegien （页面存档备份，存于） （1912/1922）
- 致奥尔甫斯的十四行诗 Die Sonette an Orpheus （1922）
  - 第一部 Erster Teil （页面存档备份，存于）
  - 第二部 Zweiter Teil （页面存档备份，存于）
- 法语诗歌集 Gedichte in französischer Sprache
  - 果园 Vergers （页面存档备份，存于） （1926）
  - 致瓦莱的四行诗 Les Quatrains Valaisans （页面存档备份，存于） （1926）
  - 玫瑰 Les Roses （页面存档备份，存于） （1927）
  - 窗 Les Fenêtres （页面存档备份，存于） （1927）

### 散文/小说
- 1899 布拉格故事两则 Zwei Prager Geschichten （digitale Rekonstruktion:  UB Bielefeld （页面存档备份，存于））
- 最后 Die Letzten （页面存档备份，存于） （1902）
- 骑兵旗手克里斯托弗·里尔克的爱情与死亡之歌 Die Weise von Liebe und Tod des Cornets Christoph Rilke （页面存档备份，存于） （首次出版1904年,修订版1906年）
- 布拉格手记（Die Aufzeichnungen des Malte Laurids Brigge） - digbig.org （罗马, 1910）
- 1923 致奥尔甫斯的十四行诗：里尔克自注 （digitale Rekonstruktion: UB Bielefeld （页面存档备份，存于））

### 已出版的书信集
- 已出版的书信集中最重要的几部是:
  - 六册书信录 收藏者：露丝·塞柏·里尔克 与 卡尔 塞柏  莱比锡1936至1939
  - 两册书信集 收藏者：里尔克研究会 1950年（1987年再版）
  - 两册书信集 收藏者：冯·霍斯特·纳勒维斯基 法兰克福与莱比锡1991

### 翻译作品
- 《祭神》（Larenopfer）  德英双语版与点评,翻译Alfred de Zayas,Red Hen出版公司 洛杉机 2005年出版

- 《里尔克选集》  翻译：C.F. MacIntyre 加利福尼亚柏克莱大学 1940年出版

- 《里尔克－画卷》  翻译：Edward Snow  纽约北点书局 1991年出版

- 《最好的里尔克》  翻译：Alter Arndt 新英格兰大学杂志  汉诺威 1984年出版

- 《莱纳·玛利亚·里尔克选集》  翻译：Robert Bly,  哈勃与罗出版公司 纽约1981年出版

## 相关作品
- 《里尔克传》 汉斯·埃贡·霍尔特胡森 著 魏育青 译 生活·读书·新知三联书店出版发行 1988年4月第1版

- 《论里尔克》 鲁道夫·亚历山大·施罗德 著

- 《汉语中的里尔克》 臧棣 著